# Novik (cacciatorpediniere)
Il Novik è stato un cacciatorpediniere appartenente alla Voenno Morskoj Flot Rossijskoj Imperii, la marina militare russa, entrato in servizio alla vigilia della prima guerra mondiale. Basato su un progetto tedesco costruito in Russia dalle officine Putilov, da esso sono state derivate 4 successive serie per complessive 54 unità. Nel 1917 il suo equipaggio aderì alla rivoluzione bolscevica e la nave prese servizio col nome di Jakov Sverdlov nella Voenno Morskoj Flot SSSR.